# Girl on Fire (canção)
"Girl on Fire" é uma canção da cantora norte-americana Alicia Keys, gravada para o seu quinto álbum de estúdio de mesmo nome. Foi lançada a 4 de Setembro de 2012 na iTunes Store como single de avanço do disco. O tema veio acompanhado com duas versões alternativas; o Inferno Remix que conta com a colaboração da rapper Nicki Minaj e Bluelight Remix que apresenta um estilo vocal diferente do original.

## Composição
Foi escrita e produzida por Jeff Bhasker e Salaam Remi, com auxílio de Keys e Billy Squieris na composição. A nível musical, demonstra uma sonoridade R&B composta em forma de balada inspirada nas experiências vividas pela artistas, enquanto mãe e esposa.

## Performances ao Vivo
A sua primeira actuação ao vivo foi durante a cerimónia MTV Video Music Awards de 2012 a 6 de Setembro de 2012, em conjunto com Minaj e ainda a ginasta vencedora de uma medalha de ouro Gabby Douglas. Em 2013 a canção foi incluída na trilha sonora internacional da telenovela brasileira Salve Jorge.

## Faixas e formatos
| Descarga digital |                |         |  |
| N.º              | Título         | Duração |  |
| 1.               | "Girl on Fire" | 3:44    |  |

| Descarga digital - Bluelight Remix |                |         |  |
| N.º                                | Título         | Duração |  |
| 1.                                 | "Girl on Fire" | 4:22    |  |

| Descarga digital - Inferno Remix |                                  |         |  |
| N.º                              | Título                           | Duração |  |
| 1.                               | "Girl on Fire" (com Nicki Minaj) | 4:30    |  |

## Desempenho nas tabelas musicais
Na semana com término a 7 de Setembro de 2012, "Girl on Fire" estreou na Billboard R&B/Hip-Hop Songs na posição 67, devido a 2 milhões de reproduções nas rádios urbanas, de acordo com Nielsen Broadcast Data Systems.

### Posições
| Tabela musical (2012)                                                  | Melhor posição |
| ---------------------------------------------------------------------- | -------------- |
| Bélgica - Ultratip (Flandres) · • Inferno Remix, com Nicki Minaj       | 77             |
| Bélgica - Ultratip (Valônia) · • Inferno Remix, com Nicki Minaj        | 47             |
| Brasil (Crowley Broadcast Analysis) · • Inferno Remix, com Nicki Minaj | 3              |
| Canadá - Canadian Hot 100                                              | 69             |
| Estados Unidos - Billboard Hot 100                                     | 11             |
| Estados Unidos - Billboard R&B/Hip-Hop Songs                           | 3              |
| Estados Unidos - Billboard Pop Songs                                   | 15             |
| Países Baixos - Mega Single Top 100 · • Inferno Remix, com Nicki Minaj | 63             |

## Certificações
| País           | Provedor | Certificação |
| -------------- | -------- | ------------ |
| Estados Unidos | RIAA     | 5× Platina   |

## Histórico de lançamento
| País           | Data                   | Formato                | Versão                                   | Editora(s) discográfica(s) |
| -------------- | ---------------------- | ---------------------- | ---------------------------------------- | -------------------------- |
| Alemanha       | 4 de Setembro de 2012  | Descarga digital       | Inferno Remix                            | RCA                        |
| França         | 4 de Setembro de 2012  | Descarga digital       | Original, Inferno Remix, Bluelight Remix | RCA                        |
| Estados Unidos | 4 de Setembro de 2012  | Descarga digital       | Original, Inferno Remix, Bluelight Remix | RCA                        |
| Portugal       | 4 de Setembro de 2012  | Descarga digital       | Original, Inferno Remix, Bluelight Remix | RCA                        |
| Estados Unidos | 11 de Setembro de 2012 | Rádio rhythmic, urban  | Inferno Remix                            | RCA                        |
| Estados Unidos | 8 de Outubro de 2012   | Rádio Mainstream / CHR | Original                                 | RCA                        |